# 乌嘴柳莺
乌嘴柳莺（学名：Phylloscopus magnirostris）为柳莺科柳莺属的鸟类。分布于亚洲各地，包括中国大陆青海、甘肃、四川、云南、西藏、湖北等地。该物种的模式产地在印度。